# Goldmünzenschatz von Aldrans
Der Aldranser Schatz (auch: Der langobardenzeitliche Goldmünzenschatz von Aldrans) ist der größte bekannt gewordene Depotfund von Goldmünzen aus dem letzten Drittel des 6. Jahrhunderts n. Chr. im Zentralalpenraum. Besondere Bedeutung misst man den zuvor unbekannten Imitativprägungen der Langobarden bei.

## Geschichte
Man vermutet, dass dieser Fund im Zusammenhang mit den Kämpfen der Langobarden gegen die Franken und deren Hilfsvölker steht. Nach dem großen Frankeneinfall von 590 musste eine größere Lösegeldsumme von den Langobarden aufgebracht werden. Die Goldmünzen wurden entweder als Beute- oder Lösegeld von den mit den Franken verbündeten Breonen vergraben oder versteckt.
Ein Spaziergänger entdeckte im Spätsommer 1991 im unwegsamen Gelände bei Aldrans in Tirol den aus 86 Goldmünzen bestehenden Münzschatz. 
Bestehend aus 7 Solidi und 79 Tremisses, dürfte dieser Fund aufgrund der umgerechneten runden Summe von 100 Tremisses vollständig sein. Darunter befinden sich Prägungen der Kaiser Justin II. (566–578), Tiberios I. (578–582) und Maurikios (582–602). 40 Goldmünzen stammen aus den kaiserlich-byzantinischen Münzstätten Konstantinopel, Thessaloniki, Rom und Ravenna.
46 Goldmünzen sind langobardische Imitativprägungen. Nach byzantinischen Vorbildern wurden diese germanischen Imitativmünzen in langobardischen Städten geprägt und waren in numismatischen Fachkreisen bis zu diesem Fund unbekannt. Es werden drei Münzen einer bekannten Münzgruppe zugeschrieben, die in die Königsstadt Ticinum/Pavia weisen.
Der Goldschatz wurde noch 1991 angekauft und an das Tiroler Landesmuseum Ferdinandeum als Dauerleihgabe übergeben. Die Münzen können dort im Zuge der ständigen Ausstellung besichtigt werden.